# Carmen Brouard
Carmen Brouard  (Puerto Príncipe, 10 de febrero de 1909 - Montreal, 11 de diciembre de 2005) fue una pianista, compositora y profesora de música haitiano-canadiense.
Fue considerada la compositora haitiana más exitosa de su tiempo. Era hija de Raphael Brouard, alcalde de Puerto Príncipe, y de Cléomine Gaëtjens, quien dio a Brouard sus primeras lecciones de piano. Su hermano era el poeta haitiano Carl Brouard. Desde muy joven, se trasladó a Francia con su familia, donde continuó sus estudios en el Conservatorio de París. Continúa los estudios de piano con Lily Price y su esposo Justin Elie. Brouard hizo su primera presentación pública en una cafetería parisina. También se formó con Isidor Philipp. Dio su primer concierto en París en octubre de 1929 y cuando regresó a Puerto Príncipe empezó a enseñar música. Entre sus alumnos estaba el compositor y cantante Édouard Woolley.
Regresó a Francia, donde continuó sus estudios con Marguerite Long. A través de Long se hizo amiga del compositor Maurice Ravel. Brouard regresó a Haití durante los años cuarenta del siglo XX, y regresó a Francia otra vez alrededor de 1955. En 1956 fue admitida en la Facultad de Letras de París.
Brouard se instaló en la región de Quebec en 1977; se convirtió en ciudadana canadiense en 1981. Con Claude Dauphin, fundó en Montreal la Sociedad de Investigación y Difusión de la Música Haitiana en 1977. Falleció en Montreal a los 96 años.
Se casó con Jean Magloire; la pareja después se divorció. Su hija Nadine se convirtió en escritora.